# Уилям Питърсън
Уилям Питърсън (на английски: William Petersen) е американски актьор и продуцент, номиниран за „Златен глобус“, „Сателит“ и три награди „Еми“. Най-добре познат е в ролята си на д-р Гил Грисъм в сериала „От местопрестъплението“. От 2009 г. има звезда на Холивудската алея на славата.

## Биография
Питърсън е роден на 21 февруари 1953 г. в Еванстън, щата Илинойс, в семейство на мебелни предприемачи. Той е най-младият от 6 деца. Завършва Bishop Kelly High School в Бойси, Айдахо. Докато бил в Айдахо, Питърсън започнал курс по актьорско майсторство. Напуска училище с годеницата си Джоан през 1972 г.
Питърсън е женен за дългогодишната си приятелка Джина, има дъщеря Майте, която през 2003 го дарява с внук Марзик Уилям. Питърсън е запален фен на Чикаго Къбс.

## Кариера
Питърсън играе в първия филм за Ханибал Лектър, в ролята на агент на ФБР.
През 1985 играе ролята на полицай в екшъна „To Live and Die in L.A“. През 1987 г. започва работа в HBO.
В периода 1990 ABC участва в три минисериала. В „The Kennedys of Massachusetts“ Питърсън играе в ролята на бащата Джоузеф Кенеди. Този филм печели „Еми“ и „Златен глобус“. През 1993 г., Питърсън се появява в друг минисериал, „Return to Lonesome Dove“, а през 1996 се появява във „Fear“.
През 2000 г. Питърсън добива слава с участието си в ролята на д-р Гил Грисъм в криминалната драма на CBS „От местопрестъплението“.
По-късно Питърсън подновява договора си с CBS за да участва в сезон 2008 – 2009 на „От местопрестъплението“.
На 3 февруари 2009 г., Питърсън е удостоен със звезда в холивудската Алея на славата. Звездата на Питърсън се намира на бул. „Холивуд“ 6667.

## Филмография
- Thief (1981)
- To Live and Die in L.A. (1985)
- The Twilight Zone (1986) Ep. 21a, Need To Know … Edward Sayers
- Manhunter (1986) … Will Graham
- Amazing Grace and Chuck (1987)
- Long Gone (TV movie) (1987)
- Cousins (1989)
- The Kennedys of Massachusetts (1990)
- Young Guns II (1990) … Pat Garrett
- Hard Promises (1991) … Joey
- Passed Away (1992)
- Return to Lonesome Dove (mini series) (1993) … Gideon Walker
- Deadly Currents (1993)
- In the Kingdom of the Blind, the Man With One Eye Is King (1995) … Tony C.
- Fear (1996) … Steve Walker
- The Beast (1996) (miniseries) … Whip Dalton
- 12 Angry Men (1997) (TV) … Juror #12
- Gunshy (1998) … Jake Bridges
- The Staircase (1998) … Joad
- The Rat Pack (TV) (1998) … John F. Kennedy
- Kiss the Sky (1999) … Jeff
- The Skulls (2000) … Ames Levritt
- The Contender (2000) … Gov. Jack Hathaway
- От местопрестъплението (2000 – 2009, 2011) … Д-р Гилбърт „Гил“ Грисъм в 193 епизода.